# 葛雷格·賈西亞
葛雷格·約瑟夫·賈西亞（英語：Greg Joseph Garcia，1989年8月8日—），為前美國職棒大聯盟的內野手，他於2010年美國職棒大聯盟選秀第7輪第229順位被紅雀隊選走，並於2014年登上大聯盟。

## 職業生涯

### 聖路易紅雀

#### 2014年–2015年
2014年4月28日，賈西亞登上大聯盟。5月13日，在延長賽擔任代打，結果在滿壘時被觸身球上壘。最後球隊拿下再見勝利，他也拿下生涯第一分打點。8月19日到25日之間，因為Mark Ellis受傷，所以賈西亞曾短暫的待在大聯盟。該年他只有14個打數，打擊率1成43。
2015年開季，賈西亞待在3A。他在3A的打擊率高達3成13，25分打點還帶有31次盜壘成功。他在6月19日登上大聯盟，並於6月26日擊出大聯盟首轟。該年他的打擊率為2成40，2轟4分打點。

#### 2016年–2017年
2016年4月8日，賈西亞和隊友Jeremy Hazelbaker以及Aledmys Díaz都以代打身分擊出全壘打，締造大聯盟空前紀錄。4月18日，賈西亞被下放至小聯盟。他在小聯盟出賽30場比賽，打擊率2成69，隨後再被叫上大聯盟。該年他的打擊率為2成76，3轟14分打點。2017年，他出賽133場比賽為生涯新高，打擊率為2成53，2轟20分打點。

#### 2018年
4月14日，賈西亞達成生涯首次單場雙響砲。這是他首次對左投手擊出全壘打，最後球隊6比1拿下勝利。該年他出賽114場比賽，打擊率2成21，3轟15分打點。

### 聖地牙哥教士
2018年11月1日，他被教士隊從讓渡名單中選走。2019年球季，他的打擊率為2成48，4轟31分打點。2019年他擊出生涯新高的4轟與31分打點。2020年12月2日，教士隊不執行他的合約，賈西亞成為自由球員。

### 底特律老虎
2021年2月9日，賈西亞與老虎簽下小聯盟約，並受邀參加大聯盟春訓。他在3月26日遭到球隊釋出。

### 費城費城人
2021年4月22日，賈西亞與費城人簽下小聯盟約。他在月3日遭到球隊釋出。

## 個人生活
賈西亞於2016年11月12日結婚，並育有1女。

## 外部連結
- 葛雷格·賈西亞在美國職棒（英语）
- 葛雷格·賈西亞在Baseball-Reference.com（大聯盟）（英语）
- 葛雷格·賈西亞在Baseball-Reference.com（小聯盟以及海外聯盟）（英语）
- 葛雷格·賈西亞在ESPN（MLB）（英语）
- 葛雷格·賈西亞在FanGraphs.com（英语）
- 葛雷格·賈西亞在The Baseball Cube（英语）